# All My Loving
«All My Loving» —en español: «Todo mi amor»— es una canción de la banda británica The Beatles compuesta por Paul McCartney, pero acreditada a Lennon/McCartney. Fue grabada el 30 de julio de 1963 en los Estudios EMI de Londres y editada en el álbum With the Beatles el 22 de noviembre del mismo año. 
Este tema formó parte del repertorio en directo de The Beatles durante los años 1963 y 1964. Además, fue una de las cinco canciones que tocaron en el famoso concierto del London Palladium, y uno de los cuatro temas que interpretaron en The Ed Sullivan Show durante su primera aparición.

## Composición
De acuerdo con el periodista Bill Harry, McCartney compuso la letra mientras se afeitaba, pero McCartney le dijo al biógrafo Barry Miles que la escribió durante un tour bus. También dijo ""Es la primera canción que escribo primero la letra. Cosa que nunca hago, y difícilmente repito desde esta canción. Siempre es como una especie de acompañamiento."
La letra sigue el modelo de "carta canción" también usado en "P.S. I Love You" Tras llegar al lugar de uno de los conciertos, en el escribió la música con un piano en su camerino.
McCartney la previó originalmente como una canción de género country & western y George Harrison añadió su solo de guitarra al estilo Nashville en la grabación del tema. La parte de la guitarra rítmica de John Lennon tenía un rápido rasgueo similar al de "Da Da Ron Ron" (canción muy popular de ese tiempo) del grupo  The Crystals.
Lennon expreso su aprecio por esta canción en una entrevista para Playboy.
LENNON: Temo decir que por desgracia, Paul escribió "All my Loving" (risas)
PLAYBOY: ¿Por qué?
LENNON: Porque es un excelente trabajo ... Pero yo añadí una formidable guitarra de fondo"

## Grabación
The Beatles grabaron esta canción el 30 de julio de 1963 en once tomas y tres overdubbings. La toma maestra fue obtenida después de catorce overdubbings en la toma once. Fue remezclada en monoaural el 21 de agosto y en estéreo el 29 de ese mismo mes.
«All My Loving» fue muy bien recibida por la crítica, siendo asimismo emitida muchas veces por la radio.

## En directo
«All My Loving» se empezó a interpretar en directo en octubre de 1963. La banda la tocó en casi todos los conciertos celebrados en las diferentes giras que hicieron a finales de 1963 y durante todo 1964. A partir de 1965 ya no se la incluyó en el repertorio en directo del grupo.
Ya en solitario, Paul McCartney la recuperó para su The New World Tour de 1993, 29 años después de haberse tocado por última vez en un concierto de los Beatles, y la ha mantenido en su repertorio hasta la actualidad.

## Personal
- Paul McCartney – voz principal, armonía vocal, coros, bajo (Höfner 500/1 61´).
- John Lennon –  coros,guitarra rítmica (Rickenbacker 325c58)
- George Harrison - coros, Solo de Guitarra (Gretsch Country Gentleman).
- Ringo Starr – batería (Ludwig Downbeat Oyster Black Pearl).

Productor: George Martin
Ingeniero de grabación: Norman Smith

## Versiones
- El grupo Los Manolos hizo una versión de «All My Loving» en el género de la rumba catalana, siendo la canción del verano de 1992.
- La banda alemana de heavy metal Helloween versionó la canción para su álbum de 1999 Metal Jukebox.
- La canción fue versionada en la película Across the Universe por Jim Sturgess.
- The Tramma's
- La cantante Amy Winehouse hizo una versión en el género jazz.
- El grupo EXO (grupo sur coreano) realizó una versión de esta canción.
- Prince Buster hizo una versión en versión rocksteady